# Stefan Lang (Statistiker)
Stefan Lang (* 30. November 1970 in Regensburg) ist ein deutscher Statistiker.

## Leben
Lang studierte von 1991 bis 1997 Statistik mit Nebenfächern Volkswirtschaftslehre und Betriebswirtschaftslehre in München (1997 Diplom in Statistik, 2001 Promotion in Statistik bei Ludwig Fahrmeir und Gerhard Tutz, 2004 Habilitation in Statistik bei Raymond Carroll, Ludwig Fahrmeir und Brian Marx). Von 2005 bis 2006 war er Professor für Statistik an der Universität Leipzig. Seit 2006 ist er Professor für Angewandte Statistik an der Universität Innsbruck.
Seine Forschungsinteressen sind (bayesianische) semiparametrische Regression, Raumstatistik, Modellauswahl und Variablenauswahl, Anwendungen in den Bereichen Marketingwissenschaft, Entwicklungsökonomie, Versicherungsmathematik, Immobilienmodellierung und Entwicklung von Software für semiparametrische Regressionsmodelle.
Er war von 2009 bis 2015 zusammen mit Göran Kauermann Herausgeber der Statistik-Zeitschrift AStA Advances in Statistical Analysis.

## Schriften (Auswahl)
- Bayesian inference for generalized additive regression. München 2001, DNB 96348558X (englisch, Hochschulschrift, München,  Univ., Dissertation, 2001).
- Mit Ludwig Fahrmeir, Thomas Kneib: Regression – Modelle, Methoden und Anwendungen. 2. Auflage. Springer, Heidelberg / Dordrecht / London / New York 2009, ISBN 978-3-642-01836-7, doi:10.1007/978-3-642-01837-4.
- Mit Angelika Caputo, Ludwig Fahrmeir, Rita Künstler, Iris Pigeot-Kübler, Gerhard Tutz: Arbeitsbuch Statistik. 5., verbesserte  Auflage. Springer, Berlin / Heidelberg 2009, ISBN 978-3-540-85082-3, doi:10.1007/978-3-540-85083-0.
- Ludwig Fahrmeir, Thomas Kneib, Stefan Lang: Regression – Models, Methods and Applications. 2. Auflage. Springer, Berlin Heidelberg 2021, ISBN 978-3-658-00829-1, doi:10.1007/978-3-662-63882-8.